# Julio Tirso Molina
Julio Tirso Molina es un deportista salvadoreño de la especialidad de tiro.

## Trayectoria
La trayectoria deportiva de Julio Tirso Molina se identifica por su participación en los siguientes eventos nacionales e internacionales:

### Juegos Centroamericanos y del Caribe
Fue reconocido su triunfo de ser el segundo deportista con el mayor número de medallas de la selección de El Salvador 
en los juegos de Mayagüez 2010.

#### Juegos Centroamericanos y del Caribe de Mayagüez 2010
Su desempeño en la vigésima primera edición de los juegos, se identificó por ser el sexagésimo noveno deportista con el mayor número de medallas entre todos los participantes del evento, con un total de 4 medallas:

- , Medalla de oro: Pistola Fuego Central 25 m
- , Medalla de oro: Pistola Fuego Central 25 m por equipo
- , Medalla de plata: Pistola Tiro Rápido 25 m
- , Medalla de bronce: Pistola Estándar 25 m